# Takaši Usami
Takaši Usami (japonsko 宇佐美 貴史), japonski nogometaš, * 6. maj 1992.
Za japonsko reprezentanco je odigral 27 uradnih tekem.